# Indomable Angélique
 Indomable Angélique (títol original en francès: Indomptable Angélique) és una pel·lícula franco-italiana-alemanya de Bernard Borderie, estrenada el 1967. És la continuació d'Angélique et le Roy i precedeix Angélique i el sultà. Ha estat doblada al català.

## Argument
Angélique s'assabenta que el seu primer marit, Jeoffrey de Peyrac, encara es viu i marxa a la seva recerca al Sud de França, en companyia del seu fidel alquimista Savary. Pensen haver-lo trobat en una illa on un leprós evoca un pirata anomenat el Rescator, abans de suïcidar-se per escapar als homes del duc de Vivonne. Angélique obliga aquest últim, que vol portar-la al rei de França Lluís XIV, de conduir-la amb vaixell a Sardenya, sota l'amenaça de revelar que la germana del duc, Madame de Montespan, té relació amb cercles ocultistes.
A l'altura de Sardenya, el vaixell és atacat per Rescator, un pirata que agafa tots els vaixells del rei de França. Angélique no sap què el pirata emmascarat és de fet Jeoffrey i salta a l'aigua per escapar-se. Savary, capturat pels homes del Rescator, li revela just abans de morir que Angélique era a bord del vaixell que ha destruït.
Angélique és atrapada per Escrainville, un noble que ha estat exiliat a causa d'una dona i es venja ara amb totes les dones. Viola Angélique després la tanca amb altres presoners, ordenant-los aprofitar la situació. Angélique és salvada dels ultratges pel segon d'Escrainville, que no vol fer malbé la mercaderia de valor que representaria en una venda als esclaus. Quan Jeoffrey (àlies el temut Rescator) puja a bord i diu a Escrainville que és a la recerca d'Angélique, aquest pretén mai no haver-la vist.

## Repartiment
- Michèle Mercier: Angélique
- Robert Hossein: Joffrey de Peyrac "Le Rescator"
- Roger Pigaut: Pierre-Marie D'Escrainville
- Bruno Dietrich: Coriano
- Christian Rode: Vivonne
- Pasquale Martino: Savary
- Ettore Manni: Jason
- Arturo Dominici: Mezzo Morte
- Sieghardt Rupp: Millerand.
- Gaby Mesee: noia al vaixell d'Escrainville
- Paul Muller: un cavaller de Malta
- Gianni Solaro: un cavaller de Malta
- Mino Doro: alt comissari de vendes
- Leopoldo Bendandi: comprador turc
- Paolo Gisuti: leprós
- Mimmo Poli: un comprador
- Samia Sali: Yasmine
- Renato De Carmine
- Jacques Toja: narrador

## Al voltant de la pel·lícula
La pel·lícula ha estat rodada gairebé completament a Itàlia, i especialment a Sardenya.
 Les escenes del mercat d'esclaus estan rodades a Tunísia, a la ciutat de Sidi Bou Saïd.